# 1284
1284 (MCCLXXXIV) je bilo prestopno leto, ki se je po julijanskem koledarju začelo na soboto.

## Dogodki

### Vojna siciljanskih večernic
- 5. junij - Bitka v Neapeljskem zalivu: aragonsko-sicilska flota pod vodstvom Rogerija iz Laurije popolnoma porazi anžujsko-neapeljsko floto pod vodstvom anžujskega kronskega princa Karla II., ki je v bitku ujet. Oče Karel Anžujski je sicer pred bitko najel pomoč Genovčanov, a je bil neapeljski kronski princ tako neučakan, da se je takoj spustil v spopad z Aragonci.
- Francija: odstavljeni sicilski[1] kralj Karel Anžujski se nahaja v Franciji, kjer skupaj s francoskim kraljem in nečakom Filipom III. organizira priprave na invazijo na Aragonijo. V grofijo Roussillon prispe več kot 16.000 vitezov, 17.000 lokostrelcev in 100.000 pešakov.
- Če je majorški kralj Jakob II., ki je mlajši brat Petra III., ponudil usluge južnofrancoskih mest v njegovem fevdu v službo Francozom, se s tem ne strinjajo lokalni prebivalci, ki se uprejo Francozom. Upor se nazadnje skoncentrira v mestu Elne, ki ga brani Bastard iz Roussillona[2]. Kljub prisotnosti papeških legatov je mesto požgano do tal, prebivalci pa pobiti. Francozi imajo sedaj popolno premoč na kopnem, a Aragonci še vedno obvladujejo celotno zahodno Sredozemlje. Aragonska križarska vojna → 1285
  - Premoč na morju aragonskemu kralju zagotovi (ponovno) epizodno vmešavanje v hafsidske zdrahe v Ifrikiji. Medtem ko so se Hafsidi končno ubranili puščavskih beduinov, jim Rogerij iz Laurije okupira otok Džerbo in ga vključi v aragonsko krono.

### Mongolski imperij
- 10. avgust - Ilkanat: guvernerju Korasana in budistu Argunu uspe s Kublajkanovo podporo odstraniti muslimanskega konvertita Ahmeda Tekuderja, ki je po kanu Abaki nasledil Ilkanat in zahteval od svojih najvišjih oficirjev spreobrnitev v islam. Brez podpore (nezaupljivih) egiptovskih mamelukov, na pomoč katerih se je zanašal, je hitro izgubil. Ponovna oživitev franko-mongolske diplomatske pobude → 1285
- Druga mongolska invazija na Vietnam: invazijsko armado vodi Kublajkanov sin Toghan. Vietnamci se ob prodiranju mongolske vojske umikajo frontalnemu spopadu. 1285 ↔
- Burma: kancler Paganske kraljevine se tributarno podredi Mongolom in doseže njihov umik. Kralj se namreč skriva v nedostopni delti reke Iravadi še nekaj časa po tem, ko je mongolska nevarnost že minila.

### Ostalo
- 17. januar - Umre škotski kronski princ Aleksander, sin kralja Aleksandra III.. Njegova smrt ima za škotsko kraljevino daljnosežne posledice, saj škotski kralj nima drugega dediča razen daljnih sorodnikov, ki pa jim že genealogija težko sledi. 1290 ↔
- marec - Rhuddlanski statut, Wales: ko je zaključil z osvojitvijo Walesa, angleški kralj Edvard I. še institucionalizira novo upravno delitev. Premaganim Valižanom še pusti njihovo civilno pravo, odpravi pa izrazita neskladja, npr. možnost dedovanja po nezakonskih otrocih.
- 2. april - Umrlega mainškega nadškofa Vernerja iz Eppsteina nasledi Henrik II. iz Isnyja.
- 24. marec - Umrlega ciprskega in jeruzelemskega kralja Huga III. (I.) nasledi sin Ivan I. (II.). Prvenstvo v Jeruzalemski kraljevini mu seveda oporeka Karel Anžujski. 1285 ↔
- 4. april - Umrlega kastiljskega[3] kralja Alfonza X. nasledi sin Sančo IV.
- 20. april - Umre japonski regent (šiken) Hodžo Tokimune, ki je Japonsko ubranil pred dvema invazijama Mongolov. Nasledi ga Hodžo Sadatoki.

- 5-6. avgust - Bitka pri Meloriji: pomorska bitka, v kateri Genova odločujoče porazi rivalsko Piso. Genovčani si zagotovijo trajen nadzor nad otoki Korzika, Sardinija in Elba. Popoln poraz pisanske flote izkoristita še sosednji rivalski republiki Lucca in Firence, ki se razširita na račun poraženke. Poraz pomeni začetek konca Pisanske republike. 1290 ↔
- 16. avgust - Poroka med francoskim kronskim princem Filipom Lepim in navarsko kraljico Ivano I.
- Ogrski kralj Ladislav IV. podari Beograd sremskemu (srbskemu) kralju Štefanu Dragutinu. Gre za doto, ki jo Štefan Dragutin prejme, ko se en od njegovih mlajših sinov poroči z bratranko madžarskega kralja.
- Hanzeatska severnonemška mesta uvedejo popoln embargo na uvoz in izvoz blaga iz Norveške. Razlog je piratstvo v tem delu Severnega morja, embargo pa povzroči hujšo lakoto po Norveškem.
  - Mesto Kiel se pridruži Hanzeatski zvezi. Enako stori pribaltsko mesto Braunsberg, ki pa hkrati še prevzame zakone[4] mesta Lübeck.
- Egiptovski mameluški sultan Kalavun sklene nov deset letni mir z ostankom križarske Jeruzalkemske kraljevine. 1290 ↔
- Turški emirat Menteše[5]zavzame bizantinski Aydin. Turki zasužnijo več kot 20.000 prebivalcev.
- Umrlega velikega mojstra vitezov hospitalcev Nicolasa Lorgneja nasledi Jean de Villiers, 22. mojster tega reda po seznamu.
- Požar uniči Hamburg.
- Univerza Cambridge, Anglija: ustanovitev kolidža Peterhouse.
- Hamelin, Spodnja Saška: v mestu Hamelin preko meja obvladljivosti infestirajo podgane. Dogodek je povezan z nastankom legende, ki je danes najbolj znana po pravljični verziji bratov Grimm.
- V Katedrali Svetega Petra v Beauvaisu se poruši kor.[6] Dogodek vznemiri francoske arhitekte, ki prisegajo na gotski način gradnje.
- Francoski literat Jean de Meun prevede v francoščino Vegecijevo vojaško razpravo De Re Militari iz 4. stoletja.
- Benetke: beneška kovnica izda prve dukate, zlate novce, ki postanejo v naslednjih 500 letih menjalni standard.

## Rojstva
- 25. april - Edvard II., angleški kralj († 1327)
- Alboino I. della Scala, vladar Verone († 1311)
- Edvard Savojski, grof († 1329)
- Ivan I., holandski grof († 1299)
- Piers Gaveston, gaskonjski plemič, 1. grof Cornwall († 1312)
- Rudolf I., vojvoda Saške-Wittenberga († 1356)
- Thomas de Brus, škotski plemič († 1307)

## Smrti
- 17. januar - Aleksander Škotski, kronski princ (* 1264)
- 24. marec - Hugo III., ciprski in jeruzalemski kralj (* 1235)
- 2. april - Verner iz Eppsteina, mainški nadškof, nemški kancler (* 1225)
- 4. april - Alfonz X., kastiljski kralj (* 1221)
- 6. april - Peter I. Alenconski, sin Ludvika IX., grof  Alençona, Percheja, Bloisa in Chartresa (* 1251)
- 20. april - Hodžo Tokimune, japonski regent (* 1251)
- 30. julij - Sturla Thordarson, islandski državnik, pisatelj (* 1214)
- 10. avgust - Ahmed Tekuder, kan Ilkanata
- 30. avgust - Ičijo Sanecune, japonski plemič, ustanovitelj regentske hiše Ičjo (* 1223)
- Boetij iz Dacije, danski ali švedski filozof
- Nicolas Lorgne, veliki mojster vitezov hospitalcev
- Nicola Pisano, italijanski kipar in arhitekt (* 1220)
- Said ibn Kamuna, iraški judovski zdravnik in filozof
- Siger Brabantski, francoski filozof, averoist (* 1240)
- Walther von Klingen, nemški pesnik (* 1240)